# Steve Podborski
Steve Podborski, född 25 juli 1957, är en kanadensisk före detta alpin skidåkare.
Podborski blev olympisk bronsmedaljör i störtlopp vid vinterspelen 1980 i Lake Placid.